# K2-Gletscher
Der K2-Gletscher befindet sich im östlichen Karakorum im von China annektierten Shaksgam-Tal.

## Lage
Der K2-Gletscher hat eine Länge von 18 km. Der K2-Gletscher strömt von der Nordflanke des namensgebenden Berges K2 in nordnordwestlicher Richtung durch den nördlichen Teil des Baltoro Muztagh. Der 6266 m hohe Savoyen-Sattel westlich des K2 bildet einen Übergang zum südlich gelegenen Savoyengletscher. Der K2-Gletscher speist einen Zufluss des Shaksgam.